# Jude Drouin
Pour les personnes ayant le même patronyme, voir Drouin.
Jude Drouin (né le 28 octobre 1948 à Mont-Louis, Québec au Canada) est un joueur professionnel de hockey sur glace qui évoluait au poste d'attaquant.

## Biographie
Jude Drouin pratique son hockey junior avec les Maple Leafs de Verdun de la Ligue de hockey junior du Québec avant d'être choisi par les Canadiens de Montréal au 3e tour du repêchage amateur de la LNH 1966, 17e au total. Il joue une saison supplémentaire en junior avec les Canadiens Juniors de Montréal de l'Association de hockey de l'Ontario inscrivant 68 points en 47 parties.
Lors de la saison 1967-1968, il fait ses débuts professionnels avec les Apollos de Houston dans la Ligue centrale professionnelle de hockey. La saison suivante, il joue quelques matchs en Ligue nationale de hockey avec les Canadiens. Ne pouvant se faire une place dans l'effectif des Canadiens, il joue l'essentiel de la saison 1969-1970 en Ligue américaine de hockey sous le chandail des Voyageurs de Montréal où il réalise une excellente saison, inscrivant 106 points en 65 matchs et recevant les trophées Dudley-« Red »-Garrett et John-B.-Sollenberger.
La saison suivante, il rejoint les North Stars du Minnesota où il devient un joueur-clé. Durant la saison 1972-1973, il réalise sa meilleure saison en LNH avec 73 points en 78 parties. Ses années au Minnesota furent marquées par une suspension de trois matchs à la suite d'un assaut contre l'arbitre Bruce Hood. Au cours de la 1974-1975, il est échangé aux Islanders de New York pour lesquels il joue 3 saisons. Mécontent de son rôle déclinant avec les Islanders, il manque la  saison 1978-1979 pour pouvoir devenir un agent libre. La saison suivante, il rejoint les Jets de Winnipeg avant de mettre un terme à sa carrière de joueur un an plus tard, devenant entraineur-assistant des Jets pendant un an.

## Statistiques
| Saison     | Équipe                        | Ligue      |     | Saison régulière | Saison régulière | Saison régulière | Saison régulière | Saison régulière |    | Séries éliminatoires | Séries éliminatoires | Séries éliminatoires | Séries éliminatoires | Séries éliminatoires |
| Saison     | Équipe                        | Ligue      | PJ  | B                | A                | Pts              | Pun              | PJ               | B  | A                    | Pts                  | Pun                  |                      |                      |
| 1965-1966  | Maple Leafs de Verdun         | LHJQ       | 38  | 33               | 32               | 65               | 103              |                  |    |                      |                      |                      |                      |                      |
| 1966-1967  | Canadiens Juniors de Montréal | OHA-Jr     | 47  | 32               | 36               | 38               | 64               |                  |    |                      |                      |                      |                      |                      |
| 1967-1968  | Apollos de Houston            | LCPH       | 68  | 22               | 38               | 60               | 59               |                  |    |                      |                      |                      |                      |                      |
| 1968-1969  | Canadiens de Montréal         | LNH        | 9   | 0                | 1                | 1                | 0                |                  |    |                      |                      |                      |                      |                      |
| 1968-1969  | Apollos de Houston            | LCPH       | 53  | 23               | 31               | 54               | 117              | 3                | 1  | 1                    | 2                    | 23                   |                      |                      |
| 1969-1970  | Canadiens de Montréal         | LNH        | 3   | 0                | 0                | 0                | 2                |                  |    |                      |                      |                      |                      |                      |
| 1969-1970  | Voyageurs de Montréal         | LAH        | 65  | 37               | 69               | 106              | 88               | 8                | 0  | 6                    | 6                    | 2                    |                      |                      |
| 1970-1971  | North Stars du Minnesota      | LNH        | 75  | 16               | 52               | 68               | 49               | 12               | 5  | 7                    | 12                   | 10                   |                      |                      |
| 1971-1972  | North Stars du Minnesota      | LNH        | 63  | 13               | 43               | 56               | 31               | 7                | 4  | 4                    | 8                    | 6                    |                      |                      |
| 1972-1973  | North Stars du Minnesota      | LNH        | 78  | 27               | 46               | 73               | 61               | 6                | 1  | 3                    | 4                    | 0                    |                      |                      |
| 1973-1974  | North Stars du Minnesota      | LNH        | 65  | 19               | 24               | 43               | 30               |                  |    |                      |                      |                      |                      |                      |
| 1974-1975  | North Stars du Minnesota      | LNH        | 38  | 4                | 18               | 22               | 16               |                  |    |                      |                      |                      |                      |                      |
| 1974-1975  | Islanders de New York         | LNH        | 40  | 14               | 18               | 32               | 6                | 17               | 6  | 12                   | 18                   | 6                    |                      |                      |
| 1975-1976  | Islanders de New York         | LNH        | 76  | 21               | 41               | 62               | 58               | 13               | 6  | 9                    | 15                   | 0                    |                      |                      |
| 1976-1977  | Islanders de New York         | LNH        | 78  | 24               | 29               | 53               | 27               | 12               | 5  | 6                    | 11                   | 6                    |                      |                      |
| 1977-1978  | Islanders de New York         | LNH        | 56  | 5                | 17               | 22               | 12               | 5                | 0  | 0                    | 0                    | 5                    |                      |                      |
| 1979-1980  | Jets de Winnipeg              | LNH        | 78  | 8                | 16               | 24               | 50               |                  |    |                      |                      |                      |                      |                      |
| 1980-1981  | Jets de Winnipeg              | LNH        | 7   | 0                | 0                | 0                | 4                |                  |    |                      |                      |                      |                      |                      |
| Totaux LNH | Totaux LNH                    | Totaux LNH | 666 | 151              | 305              | 453              | 346              | 72               | 27 | 41                   | 68                   | 33                   |                      |                      |

## Trophées et distinctions
- Ligue américaine de hockey
  - Nommé dans la première équipe d'étoiles 1970.
  - Trophée Dudley-« Red »-Garrett 1970 (meilleure recrue).
  - Trophée John-B.-Sollenberger 1970 (meilleur pointeur).

## Transactions en carrière
- Repêchage amateur de la LNH 1966 : repêché par les Canadiens de Montréal (3e choix de l'équipe, 17e choix au total).
- 22 mai 1970 : transféré aux North Stars du Minnesota par les Canadiens pour des considérations futures (Bill Collins, 10 juin 1970).
- 7 janvier 1975 : transféré aux Islanders de New York par les North Stars contre Craig Cameron.
- Manque la saison 1978-1979 pour devenir agent libre.
- 5 octobre 1979 : signé par les Jets de Winnipeg comme agent libre.